# Лепушна (жудець)
Жуде́ць Лепу́шна — адміністративно-територіальна одиниця Румунського королівства на землях Бессарабії 1925—1938 та 1941—1944 років зі столицею у Кишиневі.

## Історія
Після унії Бессарабії та Румунії 1918 року територія повіту опинилася в межах Великої Румунії, а сам повіт офіційно утворили 1925 року.
Після адміністративно-конституційної реформи 1938 року жудець об'єднали з жудцями Четатя-Албе, Тягиня і Оргіїв у новостворений цинут Ністру.
1940 року територію повіту окупували радянські війська, включивши до Молдавської РСР. В липні 1941 року внаслідок спільних німецько-румунських військових дій румунська влада відновила повіт, зарахувавши його до складу Бессарабського губернаторства. Було створено військову адміністрацію, а місцеве єврейське населення було або страчено на місці, або депортовано в Трансністрію, де теж багато кого було знищено. 1944 року Червона Армія вигнала німецьких і румунських загарбників із молдовської землі і територія повіту знову потрапила під радянське управління. 12 вересня 1944 року Румунія підписала з союзниками по антигітлерівській коаліції Московське перемир'я, а також подальший мирний договір 1947 року, якими підтвердила визнання радянсько-румунського кордону станом на 1 січня 1941 року. 1991 року територія повіту, як і решта Молдавської РСР, увійшла до складу незалежної Молдови.

## Адміністративно-територіальний поділ
Жудець поділявся на п'ять районів (рум. plăși):
- Келераш (осідок — Келераш)
- Кишинів (осідок — Кишинів)
- Хинчешти (Хинчешти)
- Ніспорени (Ніспорени)
- Ворнічень (Ворнічень)

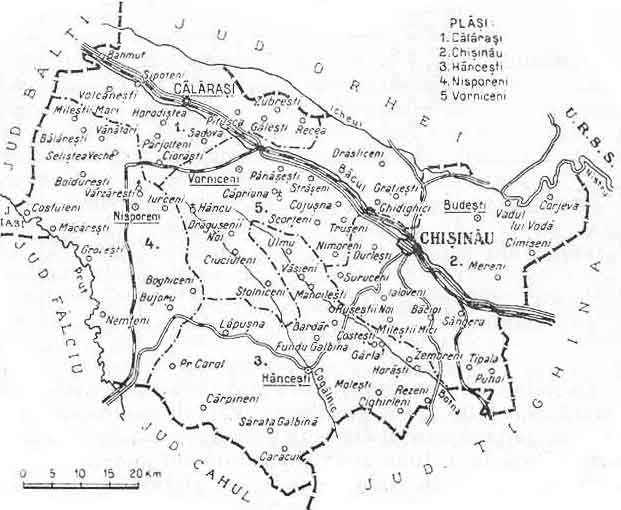
Карта Лепушнянського повіту, станом на час утворення в 1938 році.

Повіт включав два міські населені пункти: Кишинів (повітовий центр зі статусом муніципалітету, друге за величиною місто Великої Румунії після Бухареста) і Келераш-Тирг (зі статусом міської комуни або міста).

## Населення
За даними перепису 1930 року, населення повіту становило 419 621 людину, з яких 77,8 % румунів, 11,9 % євреїв, 7,1 % росіян, а також деякі дрібніші меншини. У релігійному відношенні населення складали 86,1 % православних, 12,1 % юдеїв і деякі дрібніші громади.

### Містяни
Міських жителів повіту налічувалося 119 672 душі, з яких 41,2 % румунів, 37,3 % євреїв, 16,6 % росіян, 1,2 % поляків та ін. У релігійному відношенні міське населення жудця складалося з 58,4 % православних, 37,7 % юдеїв, 1,5 % римокатоликів тощо.